# 歐文敦
歐文頓（英語：Irwinton）是一個位於美國喬治亞州威爾金森縣的城市。根據2010年美國人口普查，該地人口為589人，而該地的面積約為8.20平方千米。同時該地也是威爾金森縣的縣治。

## 地理
歐文頓的座標為32°48′43″N 83°10′36″W / 32.81194°N 83.17667°W，而該地的平均海拔高度為136米（即450英尺）。